# Mar di Corsica
Il Mar di Corsica (in francese mer de Corse, in corso Mar di a Corsica), è uno dei bacini in cui è suddiviso il Mediterraneo.

## Descrizione
Il mare bagna le coste occidentali dell'isola e quelle orientali della Provenza, proseguendo a nord nel Mar Ligure, a sud nel Mar di Sardegna (con il quale ha in comune le bocche di Bonifacio) e a ovest con il Mare delle Baleari.
Le coste bagnate dal mare di Corsica si presentano prevalentemente alte e frastagliate, soprattutto nella parte centrale dell'isola; più a sud la costa tende invece ad abbassarsi alternando ampie falcature sabbiose ad alcuni tratti scogliosi.
A nord è delimitato dalla punta di Revellata, a ovest di Calvi che lo divide dal Mar Ligure e a sud da capo Pertusato che lo divide dalle bocche di Bonifacio, mentre a ovest una linea immaginaria segna il limite con il Mare delle Baleari, congiungendo lungo l'asse nord/sud la Penisola di Giens, in Costa Azzurra, alle prime propaggini occidentali del promontorio di Beni Belaid, in Algeria.

### Comuni
| Stato   | Regione                     | Dipartimento           | Comuni |
| ------- | --------------------------- | ---------------------- | --- |
| Francia | Corsica                     | Corsica Settentrionale | Calvi, Calenzana, Galeria |
| Francia | Corsica                     | Corsica del Sud        | Osani, Serriera, Ota, Piana, Cargese, Coggia, Casaglione, Calcatoggio, Alata, Villanova, Ajaccio, Grosseto-Prugna, Pietrosella, Coti-Chiavari, Serra di Ferro, Olmeto, Propriano, Belvedere-Campomoro, Sartene, Pianotolli-Caldarello, Figari, Bonifacio |
| Francia | Provenza-Alpi-Costa Azzurra | Alpi Marittime         | Costa Azzurra |
| Francia | Provenza-Alpi-Costa Azzurra | Var                    | Costa Azzurra |